# Сосновка (мемориал)
Мемориал «Сосновка» установлен на месте расположения одноимённого аэродрома, который функционировал в годы блокады Ленинграда и Великой Отечественной войны.
Аэродром Сосновка был одним из немногих, действовавших в период блокады города внутри блокадного кольца. Сейчас на месте расположения аэродрома находится парк Сосновка. Аэродром Сосновка был построен в начале войны специально для обеспечения обороны города.
Мемориал на месте расположения аэродрома был установлен 23 февраля 1978 года.
Памятный знак было решено расположить по центру бывшей взлётно-посадочной полосы. Рядом с местом, выбранным для памятника, находится мемориальное кладбище лётчиков аэродрома Сосновка.
Адрес расположения памятника: Санкт-Петербург, улица Жака Дюкло, дом 22, лесопарк Сосновка.
Над памятником работали скульптор Н. А. Карпова, архитекторы Л. И. Матвеева и В. В. Виноградова, разработкой конструкторских решений по установке памятника выступил Б. М. Винер

## Описание памятника
Общий внешний вид памятника напоминает стилизованное изображение эмблемы ВВС Советского Союза. Памятник представляет собой конструкцию из центрального пилона и двух расположенных по бокам от него стел, которые символически изображают крылья самолёта. Весь монумент выполнен из бетона.
На центральном пилоне помещён бронзовый рельеф лица лётчика. На обеих стелах помещены надписи, посвящённые аэродрому и лётчикам.
На левой стеле находится текст:
«На месте фронтового аэродрома „Сосновка“ памятник этот в шестидесятый год Октября благодарным потомством поставлен»
На правой стеле выбит такой текст:
«Защитникам ленинградского неба, отсюда взлетавшим в дни и ночи блокады для Родины жизни они не щадили и одержали в сраженьях Победу. 1941—1945»